# Bataille de Mantinée (207 av. J.-C.)
Pour les articles homonymes, voir Bataille de Mantinée.

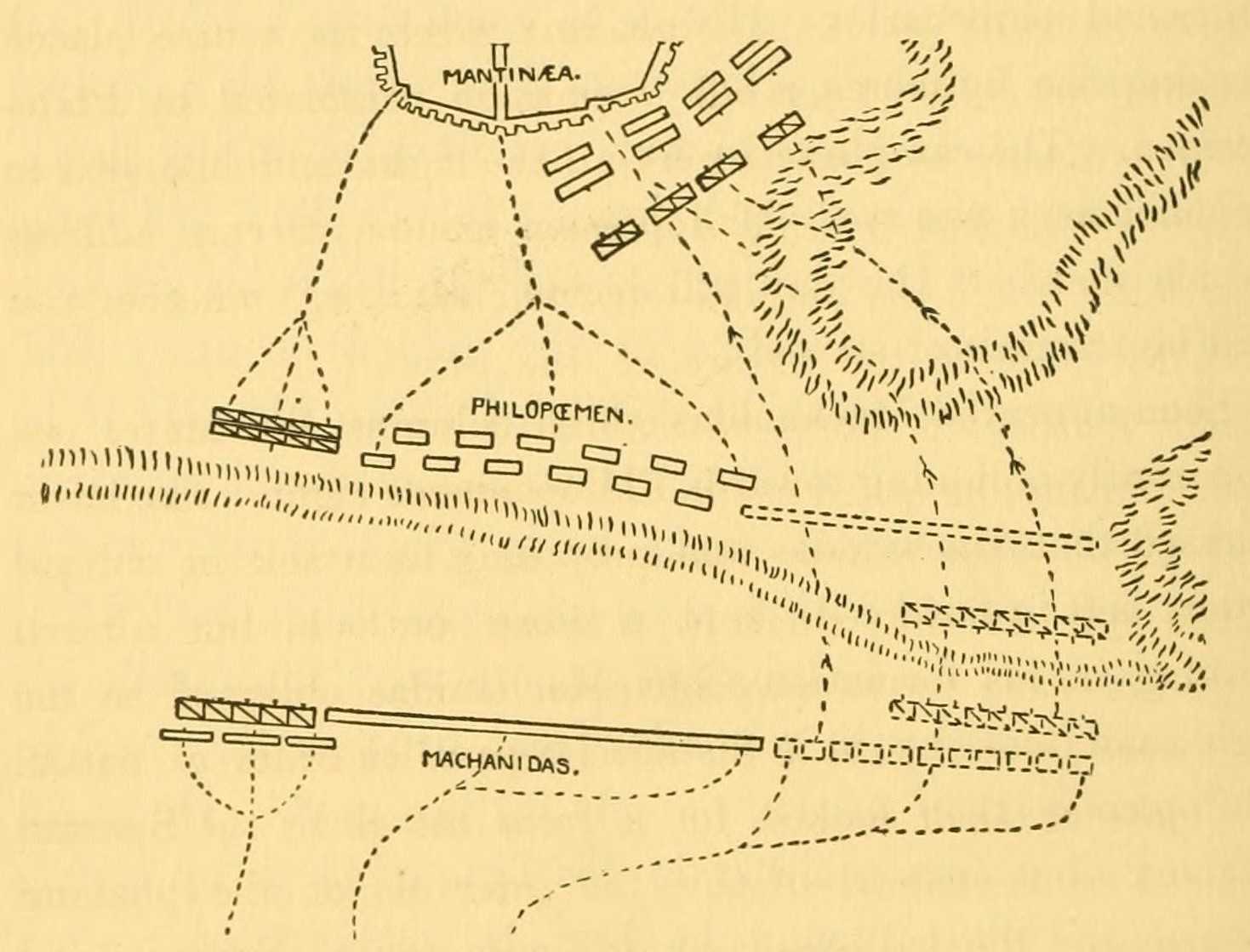
Plan de la troisième bataille de Mantinée (-207)

La bataille de Mantinée eut lieu en 207 av. J.-C.. Philopœmen, stratège de la Ligue achéenne, vainc et tue de sa main Machanidas, tyran de Sparte, cette bataille fut, à cause de la mort de Machanidas, l'élément déclencheur de la prise de pouvoir de Nabis, dernier tyran de Sparte.

## Histoire
La bataille de Mantinée s'est déroulée en 207 av. J.-C. entre Sparte, dirigée par le tyran Machanidas, dans le cadre de la Ligue étolienne et la Ligue achéenne, dont les forces étaient dirigées par Philopœmen. Il s'agit de la principale bataille terrestre en Grèce de la première guerre de Macédoine, qui s'est produite en raison de l'alliance de la Macédoine avec Carthage à la suite de la victoire d'Hannibal à la bataille de Cannes lors de la deuxième guerre punique.
Machanidas met en déroute et chasse du champ de bataille les mercenaires de Philopoemen. Ils les poursuivirent cependant avec trop d'empressement et lorsque Machanidas ramena ses hommes à la bataille, l'infanterie spartiate en infériorité numérique avait été vaincue. En retournant à l'attaque, Machanidas fut désarçonné alors qu'il tentait de faire sauter son cheval au-dessus du fossé et fut tué. Les Achéens, alliés de la Macédoine, furent victorieux.